# باستان أباد
باستان‌ أباد هي قرية في مقاطعة أصفهان، إيران. يقدر عدد سكانها بـ 56 نسمة بحسب إحصاء 2016.